# 拉埃斯特雷拉 (智利)
34°12′17″S 71°39′15″W / 34.20472°S 71.65417°W

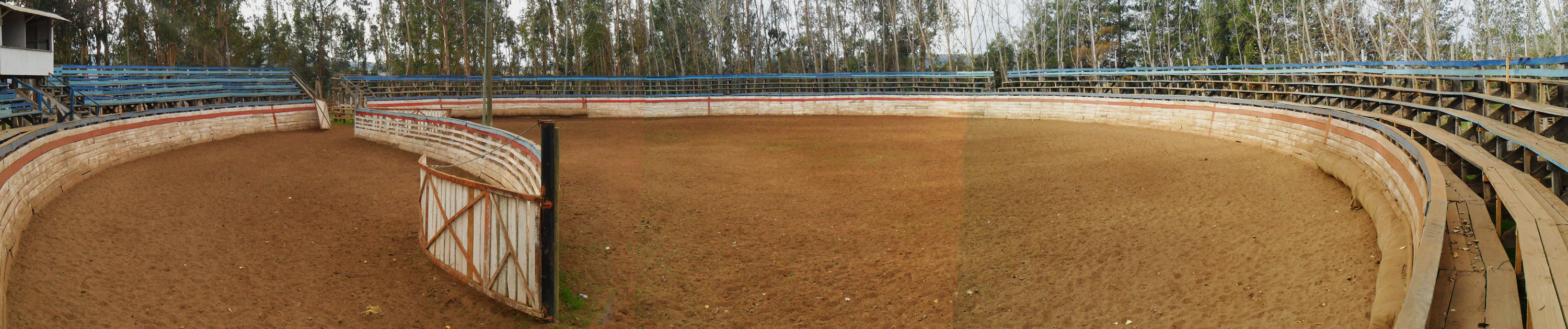

拉埃斯特雷拉（西班牙語：La Estrella），是智利的城鎮，位於該國中部奧伊金斯將軍解放者大區的卡德納爾卡羅省，面積435平方公里，海拔高度186米，2012年人口2,900人，人口密度每平方公里6.7人。